# Nagel-Heyer Records
Nagel-Heyer Records ist ein unabhängiges deutsches Jazz-Label mit Sitz in Hamburg, das 1992 gegründet wurde. 
Den Anlass zur Gründung bot ein Live-Konzert zu George Gershwins 100. Geburtstag mit Danny Moss, Randy Sandke, Ken Peplowski, Kenny Davern, Jake Hanna und George Masso. Gründer sind Frank, Hans und Sabine Nagel-Heyer (die Geschäftsführerin). Ein Schwerpunkt des Labels ist Mainstream Jazz.
Der Katalog umfasste 2008 über 210 Titel. Zu den Künstlern des Labels zählen Ruby Braff, Eric Reed, Wycliffe Gordon, Clark Terry, Barry Harris (Uh! Oh!, 2000) Zoot Sims, Donald Harrison, Bill Charlap, Terell Stafford, Harry Allen, Buck Clayton, Ralph Sutton, Jake Hanna, Howard Alden, Byron Stripling, Bob Wilber, Warren Vaché (Side by Side, 1998), Claudio Roditi, Benny Lackner, Butch Miles (Straight on Till Morning), Caterina Valente (Girltalk, 2000) oder Martin Sasse. Zu den vom Label aufgebauten Nachwuchsmusikern gehört die Sängerin Lyambiko, der New Yorker Saxophonist Wayne Escoffery, der kanadische Saxophonist Dylan Cramer, die Sängerin Susanne Menzel, Zona Sul der Bossa Nova-Sängerin Sophie Wegener, die Band des Saxophonisten Johannes Ludwig oder der in Norwegen spielende englische Pianist Roy Powell.